# Jan Ścibiorek
Jan Ścibiorek (ur. 8 marca 1937 w Łodzi, zm. 25 stycznia 2019) – polski kolarz szosowy, torowy i przełajowy, medalista mistrzostw Polski.

## Kariera sportowa
Wychowanek ŁKS Łódź. Ponadto, był m.in. zawodnikiem Społem Łódź. W 1961 wywalczył brązowy medal w torowym wyścigu na 50 km. Największe sukcesy odniósł w 1962, zdobywając złote medale mistrzostw Polski w szosowym wyścigu drużynowym na 100 km i torowym wyścigu drużynowym na 4000 m na dochodzenie, brązowe medale mistrzostw Polski w indywidualnym wyścigu szosowym ze startu wspólnego i w przełajach. Zajął także trzecie miejsce w Wyścigu dookoła Egiptu.